# Строци (фамилия)
Строци (на италиански: Strozzi) са една от най-старите и важни фамилии във Флоренция, чиито исторически събития се преплитат с някои от най-значимите събития от Късното средновековие и Модерната епоха.

## История
Семейството произхожда от Фиезоле от XII век. То има къщи във Флоренция, където веднага става успешно и известно. Семейството живее в Кула „Строци“ и в съседните сгради, които и днес се намират на ул. „Моналда“. Убертино I Строци има двама сина – Джерио и Строца, които се бият в битката при Монтаперти, където Джерио умира през 1260 г. Чрез синовете на Джерио и Строца семейството се разклонява на две основни линии, които дават началото на различни клонове, разпространени в различни градове в Италия и в Европа, които обаче винаги поддържат имоти и връзки с града-„майка“ Флоренция, където се  ражда богатството на Строци.

### В политиката и обществения живот
Благодарение на своето богатство и политически умения Строци са в центъра на всички политически повратни моменти в историята на Флоренция от XIII век нататък. Убертино II ди Джерио Строци е магистрат на Буономини („добрите мъже“) през 1281 г. и е първият от сем. Строци, който влиза в Магистратурата на Двумесечните приори на изкуствата през 1284 г. (т.е. на гилдиите, чиито приори упражняват изпълнителната власт и контролират всички служби на Флорентинската република). Неговият брат Росо ди Джерио Строци е издигнат през 1294 г., първият от своя дом, до гонфалониер на Флорентинската република: той поставя основата на богатството на Строци и помага за основаването на олигархията от богати семейства, които трябва да са начело на републиката.
Благодарение на финансовата дейност Строци стават изключително богати и за някои периоди (и до голяма част от XV век) са документирани като най-богатите във Флоренция. В подкрепа на оценката на богатството има регистър на данък, наречен prestanza – принудителен заем, искан от всички семейства в града през 1343 г.: ако Медичите са обложени с данък от 304 флорина, при Строци той е 2063 флорина. С откриването на множество банкови клонове в цяла Европа неговите потомци се разпростират навсякъде, придобивайки слава и богатство в Италия и в чужбина. Банката на Строци – една от основните във Флоренция от началото на XIV век, заема пари на папи и крале и има клонове в цяла Европа: Франция, Испания, Фландрия, както и банка в основните италиански дворове: Рим, Ферара, Венеция, Неапол, Палермо, Мантуа и др. Преди всичко изключително важната банкова дейност позволява на семейството в различните му клонове да изгради солидна икономическа база, от която произлизат длъжностите и почестите, покровителството и благородническите титли, които те получават от Анжуйските, Арагонските и Бурбонските суверени на Неапол, от суверените на Испания, от кралете на Франция, от императорите на Свещената Римска империя, от римските папи, както и от държателите на древните владения на Северна Италия като Гонзага, Висконти и Есте. Във всеки град Строци имат построени луксозни резиденции, които също имат представителна цел към тяхната знаменита клиентела, и са добре обучени като банкери в безмилостната конкуренция на Флоренция.
Неслучайно когато политическите условия са неблагоприятни за Строци, главите на семействата са заточени. Това се случва за първи път през 1382 г. на прекия племенник на Росо ди Джерио Строци, Томазо Строци, който е главен герой във Войната на осемте светии и който, вследствие на Бунта на Чомпи, намира  убежище в Мантуа, посрещнат от Гондзага, където води клона на семейството си. Същото се случва по-късно, когато новият глава на семейството във Флоренция – прочутият Пала Строци (най-големият данъкоплатец на Флорентинската република, хуманист, банкер и влиятелен посланик, посветен в рицарството от Анжуйските крале на Неапол през 1415 г.) е заточен през 1434 г. от Козимо де Медичи Стари, чието семейство наскоро се е издигнало в икономическия и политически елит на Флоренция и твърдо държи властта през следващите векове. От този момент Пала Строци се мести в Падуа, а децата му във Ферара. Заедно с него от Флоренция са прогонени всички мъже от различните клонове на Строци. Някои по-късно успяват да се върнат, като например Филипо Строци Стари. Филипо, след като постига успех с Банката на Строци в Неапол, възстановява семейното богатство във Флоренция, където поставя началото на великолепния Палацо „Строци“, започнат през 1489 г.
Общо Строци дават на град Флоренция 93 приори на изкуствата (те упражняват изпълнителната власт и контролират всички служби на републиката) и шестнадесет гонфалониери на правосъдието; в същото време те, от различните клонове на семейството, са управители, съдии, посланици за Херцогство Мантуа, Херцогство Ферара, Рим и Папската държава, Венецианската република, Кралство Франция, Свещената Римска империя Империя, Сицилианското кралство, и заемат политически, военни и църковни длъжности.
През 1422 г. трима членове на семейството са посланици във Венецианската република по едно и също време: Уберто Строци от името на Маркграфство Мантуа, Нане Строци от Сеньория Ферара и известният хуманист Пала Строци от Флорентинската република (преди да бъде изгонен от Флоренция от Медичите през 1434 г.).
След Обединението на Италия през 19 век сем. Строци навлиза в политическия живот на новата държава чрез сенаторите: маркиз Луиджи Строци ди Мантова (1801-1868), принц Фердинандо Лоренцо Строци Майорка Ренци (1821-1878), принц Пиеро Строци Майорка Ренци (1855 – 1907).

### В религията
Сред Строци има и религиозни лица, като блаженият Алесио Строци през XIV век – приор на базиликата „Санта Мария Новела“, кардинал Лоренцо Строци, архиепископ Леоне Строци, епископите Алесандро Строци, Роберто Строци, Луиджи Мария Строци. Представители на семейството заемат различни позиции във всички ордени на Църквата във Флоренция, Рим, Мантуа и другаде, по-специално в Доминиканския орден. В различните градове, където живеят Строци, те издигат своите благороднически параклиси и са патрони главно на църквите, управлявани от Доминиканците, като базиликата „Санта Мария Новела“ във Флоренция, църквата „Сан Доменико“ в Мантуа, църквата „Сан Доменико“ във Ферара, базиликите „Светилище на Блажената дева на Молино“ в Луго и „Санта Мария сопра Минерва“ в Рим. По-късно семейство Строци има представители сред Йезуитския орден, като проповедникът отец Томазо Строци в Неапол и в Рим. Те също така имат теолози в италианските университети, както и в Парижкия и в Оксфордския университет от XIV век.

### Кондотиери
Преди всичко Строци са велики банкери в цяла Европа и в земите, известни по онова време, са политици, както и ценни кондотиери. Нане Строци (1376 – ?) е генерален командир на войските на Есте във Ферара. Уберто Строци от края на XIV век е кондотиер на Гонзага в Мантуа, както и Пиетро Строци в началото на XVI век. Известни са Леоне Строци, рицар на Малтийския орден през 1530 г., Пиеро Строци (назначен за маршал на Франция от крал Анри II през 1554 г.) и Филипо ди Пиеро Строци, генерален командир от Френската армия. Няколко членове на семейството се бият и загиват в битката при Лепанто (1571 г.) с позиции на военно командване, включително Пандолфо Строци, генерал на галерите на Ордена на Свети Стефан. Няколко членове на семейството са погребани в Катедралата „Свети Йоан" във Валета, Малта. През XVII век Пиетро Строци (1626 – 1664), граф на Шратентал, е австрийски генерал, убит от османците при обсадата на Нови Зрин (Хърватия) и паметникът му все още стои в Прага. Женен за Мария Катарина Кевенхюлер, той живее във Виена в Палат „Строци“ на Строцигасе. Синът му граф Якопо Строци е генерал и маршал-полковник на армиите на Свещената Римска империя. 

### Имигранти и пътешественици
Към днешна дата има дузина различни патрициански клонове на семейство Строци, живели в различни италиански и чужди градове. Освен флорентинските, мантуанските и ферарските клонове има и тези, установени по търговските маршрути на Неапол, Палермо, Авиньон, Лион, както и във Фландрия, Барселона и Виена. Анибале Строци живее в Полша с потомци. Пиеро Строци (1483 - 1522), син на Андреа Строци (от клон Джерио) и Елизабета ди Пандолфо ди Джовани Ручелай, е изследовател, следващ португалците и Джовани да Емполи, участва в обсадата на Гоа през 1510 г., която става столица на вицекралството на Португалска Индия, в превземането на Малака в Малайзия, отива в Кочин и е сред първите европейци, които влизат в Индонезийския архипелаг на Молукските острови. Той умира без потомство, но други членове на семейството, произхождащи от клона на художника Дзаноби Строци (1412-1468), живеят в Гоа. Лоренцо Строци през втората половина на XVI век е най-влиятелният банкер в столицата на Португалското вицекралство, към когото се обръщат Медичите, както и флорентинските и по-общо италианските семейства, за да отвори и засили нови търговски пътища с Индия.
Между края на XV и XVI век, във века на великите географски открития, кораби от цяла Европа, въоръжени от италиански и флорентински търговски къщи (Берарди, Строци, Фрескобалди, Маркиони, Серниджи, Гонди) и командвани от Христофор Колумб, Америго Веспучи, Джон Кабот и Джовани да Варацано, извършват един от най-решителните подвизи в западната човешка история, удвоявайки границите на света до континенти, дотогава малко посещавани или непознати, от Източните Индии до Америка. 

### В изкуството
Безброй поръчки са поверени от различните клонове на сем. Строци на най-великите художници от Късното средновековие до Ренесанса, като Андреа Орканя, Беато Анджелико, Бенедето да Маяно, Дела Робия, Рафаело Санцио, Джулио Романо, Микеланджело Буонароти, Тициан. Изпъкват стенописите от XIV век от Нардо ди Чоне, структурирани според „Божествена комедия“ на Данте, полиптихът „Христос на трона и светци“ от Андреа Орканя за Параклис „Строци“ в Мантуа, в базиликата Санта Мария Новела във Флоренция; в същата базилика са и Параклисът на Благовещението, Параклисът на Филипо Строци с цикъла от фрески на Филипино Липи и гробницата на Филипо Строци Стари, дело на Бенедето да Маяно, който също го изобразява в бюст, днес в Лувъра. Мино да Фиезоле извайва бюста на Николо Строци (1454 г.), а Дезидерио да Сетиняно - този на Мариета Строци (1464 г.), и двата в Музея „Боде“ в Берлин. В Сакристията на църквата „Света Троица“ във Флоренция се намира Параклис „Строци“, поръчан от известния Пала Строци в чест на неговия баща Онофрио Строци и дело на Лоренцо Гиберти, който по-късно е наследен от Микелоцо, с творби на Пучо Капана, Джентиле да Фабриано, Лука дела Робия, и творбите „Сваляне от кръста“ от Лоренцо Монако и Фра Анджелико (днес в Музей „Сан Марко“) и „Поклонението на влъхвите“ от Джентиле да Фабриано (днес в Галерищ „Уфици“). Емблематично доказателство за поръчките, свързани с дипломатическия и търговски обмен на Строци, е картината „Тавола Строци“ от XV век, дарена от Филипо Строци Стари на крал Фердинандо I Арагонски. Тя е едно от най-известните изображения, достигнали до нас от Неапол в Анжуйската и Арагонската епоха. Поетът и политик Тито Веспасиано Строци от клона на Ферара е изобразен на портрет (сега във Фондация „Чини “ във Венеция) от Балдасаре д'Есте, извънбрачен син на Николо III д’Есте. В началото на XVI век, по случай сватбата между Аньоло Дони и Мадалена Строци, Рафаело създава известните „Портрет на Аньоло Дони“ и „Портрет на Мадалена Строци“, а  Микеланджело – Тондо „Дони“, днес съхранявани в Уфици. Впоследствие Тициан създава „Портрет на Клариса Строци“ (сега в Берлинската картинна галерия), докато Мавзолеят на Пиетро Строци, днес в базиликата „Сант Андреа“ в Мантуа е от Бернардино Джермани по дизайн на Джулио Романо. Параклисът „Строци“ от XVII век в базиликата „Сант Андреа дела Вале“ в Рим е базиран на оригинален проект на Микеланджело и след това адаптиран за принц Леоне Строци, един от първите покровители на Лоренцо Бернини в Рим. 
Дзаноби Строци (1412-1468), принадлежащ към второстепенен клон на семейството, участва в градския патрициат на Флоренция и самият той е художник и миниатюрист, един от основните сътрудници на Беато Анджелико. 

### Интелектуалци
Сред безбройните интелектуалци на семейството са:
Пала Строци (* 1372, Флоренция, † 18 май 1462, Падуа), писател, филолог и философ, сред най-големите хуманисти на своето време, както и най-големият данъкоплатец на Флорентинската република, противник на Медичите, които надделява над неговата фракция и той е заточен в Падуа през 1434 г.
Ферарезецът Тито Веспасиано Строци и неговият син Ерколе Строци са политици и писатели в двора на Есте, автори на най-известните поетични, литературни и театрални композиции на латински език на Хуманизма. Литературната творба на Тито Веспасиано Строци е публикувана от Алдо Мануцио през 1513 г. заедно с произведенията на неговия син Ерколе под заглавието Strozii poëtae pater et filius. Ерколе Строци е приятел на Лудовико Ариосто и довереник на Лукреция Борджа. Сестрата на Тито Веспасиано Строци, Лучия Строци, е майка на поета Матео Мария Боярдо.
Алесандро Строци е хуманист и картограф, живял във Венеция. Той създава Картата на Рим – една от най-значимите на Вечния град, създадена през XV век.
Агостино Строци (1450 - след 1505) е августински абат в Мантуа, приятел на хуманиста Марио Екуикола и довереник на Изабела д’Есте, маркиза на Мантуа. Той е автор на един от първите трактати в защита на женския пол: La defensione delle donne („Защитата на жените“).
Уберто Строци (? – 1553) от клон „Мантуа“ е учен и основател на Академия дей Виняюоли в Рим, сред роднините на кардинал Помпео Колона, погребан е и е изобразен в мраморен бюст в базиликата Санта Мария сопра Минерва в Рим.
Франческо ди Солдо Строци, около средата на XVI век, превежда Тукидид и Ксенофонт от старогръцки на италиански език.
Чириако Строци, учен с безгранична ерудиция и множество интереси (медицина, архитектура, ботаника), пише на старогръцки книги IX и X на трактата на Аристотел „Политика“, считан за незавършен, публикувани във Флоренция през 1562 г.
Пиеро Строци (1550 – след 1609) е флорентински музикант и е член на Камерата де Барди (група благородници, която се среща през XVI век за неформално обсъждане на музиката, литературата, науката и изкуствата). Той е автор на Mascherata degli accecati („Маскарад на ослепените“).
Джулио Строци, роден във Венеция през 1583 г., е поет и либретист за оперите на Клаудио Монтеверди и композитора Франческо Кавали, и осиновител на композиторката Барбара Строци.
Сенатор Карло Строци (1587 – 1670), пфалцграф, събира известна библиотека от латински кодекси, „Carte Strozziane“. След като неговите потомци умират, тя е разделена между Библиотека Лауренциана и Библиотека Малябекиана във Флоренция.
В началото на XVII век флорентинският учен Джован Батиста Строци събира Академия дели Алтерати в Палацо „Строци дел Поета“, построен през XVI век. Също известен е Палацо Нонфинито, проектиран от Бернардо Буонталенти през XVII век за страничен клон на Строци, които също имат Палацо „Морозини Строци“ (XVI век) във Венеция. 
Десетина хуманисти и интелектуалци от фамилията Строци влизат в Академия дела Круска.
В по-ново време маркиз Карло Теодоро Строци ди Мантова (1810 – 1866) е нумизмат и археолог, първи директор на музея във Фиезоле, основава периодично издание за нумизматика и сфрагистика през 1869 г. във Флоренция. Неговата прочута колекция от древни монети сега се намира в Националния археологически музей на Парма, а колекцията му от вкаменелостни находки съставлява колекцията Строци, съхранявана в едноименната зала на Природонаучния музей на Флоренция.
В сферата на предприемачеството принц Леоне Строци Майорка Ренци е едноличен директор на Automobili Florentia - Италианска автомобилна фабрика (FTA) – италиански производител на автомобили, активен от 1901 до 1910 г., който произвежда някои от най-престижните автомобили от началото на века (един екземпляр се съхранява в Музея на автомобила в Торино).
С въстанията на Рисорджименто маркиз Масимилиано Строци Сакрати от клона на Мантуа пише трактат през 1846 г., с който възнамерява да предложи Федерална Италия – „Съединените щати на Италия“ по примера на Съединените щати, където е пътувал и изучавал обществото и конституцията. Неговият Палацо „Строци Сакрати“ във Ферара по-късно става Генерален щаб на Третата италианска война за независимост, където през 1866 г. е приет кралят на Италия Виктор Емануил II.

## Линия Джерио

### Линия Джерио, Строци ди Фиренце и Строци ди Мантова – Маркизи Строци
Непосредственото потомство на Джерио Строци, син на Убертино I Строци, получава достъп до най-високите длъжности на Флорентинската република. 
- Убертино II Строци, син на Джерио, е Магистрат на Buononimi през 1281 г. и е първият от Дом Строци, който влиза в Магистратурата на Двумесечните приори на изкуствата (т.е. изпълнителната власт на Флоренция) през 1284 г. и в други служби във Флоренция.
- Неговият брат Росо ди Джерио Строци е издигнат, първият от сем. Строци, до гонфалониер на Флорентинската република през 1294 г., поставя основата на богатството на семейството си и помага за основаването на олигархията от богати семейства, които трябва да командват Републиката: той притежава параклис в базиликата „Санта Мария Новела“ във Флоренция (по-късно известен като Параклис „Строци ди Мантова“). Параклисът между 1350 и 1357 г. е украсен с фрески от Нардо ди Чоне – цикъла „Страшният съд“, „Ад“ и „Рай“, структуриран според „Божествена комедия“ на Данте Алигиери.
- Синът на Росо ди Джерио – Убертино III Строци, е един от главните герои на реформата на републиканската администрация след изгонването на гибелините от Флоренция през 1328 г., постановявайки, като гонфалониер на правосъдието през 1336 г., че всеки, който желае да упражнява дейност, трябва да бъде регистриран в една от гилдиите на изкуствата, като по този начин изключва феодалната аристокрация от упражняването на професиите и облагодетелства надпреварата за власт на търговската класа, която през онези години крои своите заговори за онези изключителни случаи на социално издигане, които се проявяват в началото на следващия век (както се случва впоследствие за Медичите).

След смъртта на бездетния Убертино III Строци основната линия на Джерио продължава в потомството на брат му Марко Строци ди Росо. 
- Синът на Марко, Томазо Строци от 1375 г. е в Магистратурата на „Ото ди Гуера“, за да защити Флоренция срещу папството (в т. нар. Война на осемте светии). След бунта на Чомпи Томазо Строци влиза в триумвират с Бенедето Алберти и Салвестро де Медичи до 1382 г. Тогава той се мести в двора на Гонзага в Мантуа, където остава (въпреки че успява да запази част от флорентинските имоти и да търгува с град), давайки живот на клона на Строци от линията Джерио, наречена „ди Мантова“. Линията, която произхожда от Томазо Строци [3], произлиза от Росо Строци ди Джерио, син на Марко Строци,[4] все още съществува и наброява многобройни членове на фамилията, които са били в услуга на Гонзага и след това на Австрийските Хабсбурги.

- Синът на Томазо Строци – Уберто I Строци бяга с баща си от Флоренция и се приютява в двора на Гонзага в Мантуа, където е военен в тяхна служба срещу Висконти през 1397 г. и получава феод от Гонзага, където впоследствие ще бъде построена Вила Строци (Палидано). Уберто се жени за Лукреция Салвиати и техният син
- Бенедето Строци (през XV век) е на служба на Мантуа и на Есте, и е направен рицар от император Фридрих III Хабсбург през 1451 г. Бенедето се жени първо за Катерина Гонзага ди Новелара е Баньоло, която му ражда Уберто II Строци, който продължава линията на Мантуа, и после за Лукреция Гуичардини. От този последен брак се ражда Франческо Строци (XV век), в служба на Сфорца, който през 1474 г. дава началото на страничния клон на графовете на Монталто, който изчезва през втората половина на XVII век.

- Уберто II Строци (ок. 1440 – 1495) се жени за Лодовика Висконти и от техния съюз се ражда
- Томазо II Строци (ок. 1470 – 1550), политик и посланик, съпруг на Франческа Кастильоне, сестра на известния хуманист Балдасаре Кастильоне. От техните деца
- Уберто Строци (? – 1553) е учен и основател на Академия дей Виняюоли в Рим, един от роднините на кардинал Помпео Колона, има прелатска кариера, получавайки през 1539 г. позицията на апостолически секретар: той е погребан и изобразен на мраморен бюст в базиликата „Санта Мария сопра Минерва“ в Рим. Портрет на маркиз Джулио Чезаре Строци, 1711 г. Национално училище-интернат „Мария Луиджа“, Парма
- Неговият брат Лодовико Строци (1502 – 1565) продължава рода на Строци ди Джерио и е херцогски управител на Мантуа: той се жени за Мария ди Карло ди Джанфранческо Строци, потомка на известния Пала Строци (вж. по-долу Линия Строца - Строци ди Флоренция, Падуа и „Ферара“. клон „ди Пала“ ). От синовете на Лодовико Строци,
- Джулио Строци (известен като Помпео), е посланик, губернатор и генерален оръжеен капитан на Херцогство Мантуа в Монферат, където има земи и титлата „граф на Тревиле“ (1590 г.), умира без наследници.
- Неговият брат Помпео I Строци (1537 – 1582), син на Лодовико, е посланик на Гонзага и е направен рицар на Ордена на Сантяго от краля на Испания, с потомците му. Твърди се, че в дома му, според завещанието му, е била съхранявана подготвителният картон за „Войната в Пиза“, („Битката при Кашина“), която Микеланджело Буонароти е трябвало да използва, за да направи фреската в Палацо Векио във Флоренция и която вероятно е изгубена по време на разграбването на Мантуа на 18 юли 1630 г. От съюза на Помпео I Строци с Ричарда Гонзага ди Новелара е Баньоло се ражда
- Джулио Чезаре Строци (? – 1631), посланик, губернатор на Казале и Монферат, кавалер на Ордена на Изкупителя (1628), женен за Франческа Пенса ди Чиляро и от 1614 г.  маркиз на Чиляро и Рока; във втория си брак се жени за Анна дел Карето, маркиза на Грана, придобивайки правото на маркграфска титла за всички мъжки потомци на Строци от неговия клон. В историческия момент, в който политиката на Гонзага се преплита с Хабсбургите, Строци ди Мантова са в двора на Виена и в контакт с централноевропейските дворове:
- дъщерите на Джулио Чезаре Строци, Мария Франческа (1620 – 1668) и Мария Лукреция (1622 – 1694) се омъжват съответно за семействата Атемс и Радзивил, княжески членове съответно на Дома на Австрия и на Великото литовско херцогство.
- синът на Джулио Чезаре Строци – Пала Строци (? – 1690) се жени за Лавиния Капилупи и продължава ранговете на баща си като губернатор на Казале и Монферат, той е кавалер на Ордена на Изкупителя (1646) и е главен иконом на Херцозите на Мантуа.
- Синът на Пала Строци – маркиз Пиетро Антонио Строци е държавен министър и е на мисия в Париж, за да се опита да спаси херцогството на Гонзага през 1707 г. Той се жени за Кристина от маркизите Фереро дела Мармора и продължава родословието в Мантуа със сина си Маркиз Франческо Строци, който се жени за Делия Гериери Гонзага:
- техният по-малък син – абат Пиетро Строци (1723 -1803) се мести в Полезине ди Ровиго, където неговите потомци ще живее в Палацо „Строци“ в Бергантино (днес Музеят на въртележката), давайки живот на страничен клон на Строци със седалище в Бергантино.

- по-големият син на Пиетро Антонио Строци – маркиз Филипо Строци (1708 – 1773) продължава мантуанската линия на фамилията. Той е роден през 1708 г., когато прекъсва господството на Гондзага (което преминава към Дома на Австрия) и участва в Имперската правителствена конференция, впоследствие установила се в Мантуа, която става втора столица заедно с Милано на австрийското господство в Ломбардия: жени се за Маргарита Емили от патрициата на Веронезе, която му ражда син –
- маркиз Алесандро Строци (1758 – 1817), който е във Виенския двор и след това полковник на австрийските императори, и Командир на крепостта Ферара. Алесандро се жени за Вилхелмина Щайн от Вормс, от която се раждат трима сина:
- 1) Маркиз Масимилиано Строци Сакрати (1797-1859), който наследява фамилното име и ферарските имоти на своята леля Елеонора Строци Сакрати: археолог, пътешественик, политик, насърчава проекта за федерална Италия „Съединените италиански щати“ през 1846 г. и приема през 1866 г. от краля на Италия Виктор Емануил II в неговия дворец във Ферара, който става щаб на Третата италианска война за независимост (без потомци);
- 2) Маркиз Луиджи Строци (1801-1868), сенатор на Кралство Италия, който продължава да живее в Мантуа и умира без потомство.
- 3) Маркиз Карло Теодоро Строци (1810-1886), един от най-големите нумизмати и археолози на своето време, първи директор на Градския музей във Фиезоле, донася линията Строци ди Джерио, известна като „ди Мантова“ обратно във Флоренция, притежаващ къща във Вилино „Строци“ на виале „Филипо Строци“ (по-късно известна като Вила „Витория“, днешна Конгресна палата във Флоренция), резиденция на маркиз Карло Теодоро Строци и съпругата му баронеса Джорджиана Стрикланд от Бойнтън. От техния съюз се раждат две деца, Масимилиано и Пио Луиджи.

- Маркиз Масимилиано Строци Сакрати (1841 – 1915), най-големият син на маркиз Карло Теодоро, също наследява фамилията и имуществото във Ферара на своя чичо Масимилиано (1797-1859), жени се за Гуендолин Стюард от кралския дом на Шотландия, живее в Палат „Строци ди Мантова - Гуадани Строци Сакрати“ (Пиаца дел Дуомо във Флоренция), днес седалище на Регион Тоскана, от когото се раждат маркиз Джерио (1898-1976) и маркиз Уберто (1900-1982), и двамата без потомство.
- Маркиз Уберто Строци Сакрати умира през 1982 г. Палацо „Строци ди Мантова - Гуадани Строци Сакрати“ (Флоренция, Пиаца дел Дуомо) е закупен от Регион Тоскана през 1988 г. Някои произведения от ферарски произход от колекцията „Строци ди Мантова - Сакрати“, които се съхраняват там, като оригиналните „Музи“ от XV век от Studiolo на Борсо д’Есте в Палата в Белфиоре, и четирите панела, първоначално част от триптих, направен от ръката на Ел Греко, сега се намират в Националната художествена галерия на Ферара. Голяма част от колекцията от керамика „Строци ди Мантова“, сред най-пълните по онова време, в частни ръце с произведения на Дела Робия влиза в Международния музей на керамиката във Фаенца, колекцията от египетски антики, събрана по време на пътуванията на Масимилиано Строци Сакрати (1797 – 1860) в Палацо „Сакрати“ във Ферара, преди да стигне до Флоренция, сега е в Националния археологически музей на Флоренция. Оригиналното копие на Житиетата на Джорджо Вазари, принадлежащо на прочутата фамилия Карачи от болонски художници и с анотации на ръка, собственост на маркиз Уберто Строци, е дарено на Архигимназията на Болоня. „Иглата за шапка с Леда и лебеда“ (1528-1530) от Бенвенуто Челини е в Националния музей „Барджело“ във Флоренция.

- Маркиз Пио Луиджи Строци (1848 – 1919), втори син на маркиз Карло Теодоро, наследява мантуанските имоти и дворци на своя чичо сенатор Луиджи Строци (1801-1868), земите с Вила „Строци в Палидано“ заедно с имението Пиаджа в Монтайоне и Вилино „Строци“ във Флоренция (днес Конгресна палата), където живее със съпругата си Рита Френфанели Чибо, последната потомка на папската фамилия Чибо. От техния брак са родени маркиз Карло Строци (1883-1941), без потомство, и
- маркиз Масимилиано Строци (1889 – ?), който се жени в Бостън за Линда Арнолд, от семейството основател на щата Роуд Айланд и Провидънс и потомка на генерал Бенедикт Арнолд (1741 – 1801). От брака се раждат
- Патриция, Франческа и Лавиния, последната родена във Вилино „Строци“ през 1923 г. и последна пряка потомка на Строци ди Мантова. Лавиния Строци се омъжва за Феличе от маркизите Сасоли де Бианки, Граф на Пиано, от когото ражда
- Андреа Строци (1953 – ). Андреа се жени за Джиневра дей Конти Кавина и техният син
- Гуичардо Сасоли де Бианки Строци, граф на Пиано (1980 – ) получава фамилното име „Строци“ от своя прародител по бащина линия (с DPR 396/ 2000 г. и Указ на министъра на вътрешните работи от 20 май 2003 г.).

Като основно място за поклонение във Флоренция Строци ди Мантова имат параклиса „Строци от Мантуа“ в Санта Мария Новела. Техните резиденции са Кула „Строци“ и впоследствие Палацо „Строци“ в Мантуа, Вила Строци „Ил Куерчето“, Вила „Строци“ (днес Конгресна палата във Флоренция), именията Лавакио (Понтасиеве) и Пиаджа (Монтайоне), и Крепостта „Строци“ в Кампи Бизенцио; в Мантуа като места за поклонение са църквата „Сан Доменико“ (сега разрушена), базиликата „Сант Андреа“, светилището „Беата Верджине деле Грацие“ (Куртатоне), църквата „Сан Систо II, папа и мъченик“ в Палидано Гондзага, и като резиденции Вила „Строци“ в Палидано и различни дворци, включително Палацо „Строци“ (Мантуа. Във Ферара са църквата „Сан Доменико“ като място за поклонение и резиденциите Палацо „Строци Сакрати“ и Казино Строци във Вигарано Майнарда.
Някои клонове на семейство Строци се сливат в клона Строци ди Мантова (върнат във Флоренция през XIX век), като този на хуманиста Пала Строци (виж по-долу в текста Линия на Строца - Строци от Флоренция, Падуа и „Ферара“, клон „ди Пала“) и други от Ферара, в допълнение към семейството на маркизите Сакрати.

### Линия Джерио, Строци ди Ферара. Клон „Нане"
- Братовчедът на Томазо Строци, Карло ди Строца II, брат на Марко ди Росо от рода Джерио, също е заточен заедно със сина си Нане във Ферара.
- Нане (Джовани) Строци (1376 – 1427) е военен капитан на фамилията Есте и прародител на Строци ди Ферара. Има четири деца, сред които
- Лучия Строци, която се омъжва за Боярдо Боярдо, граф на Скандиано, и ражда Матео Мария Боярдо, автор на „Влюбения Орландо“, и
- поета и политика от Ферара Тито Веспасиано Строци (1424 – 1505), който се жени за Домицила Рангони (дъщеря на кондотиера Гуидо I Рангони), от която има:
- 1) Ерколе Строци (ок. 1473 - 1508), писател и политик, близък приятел на Лудовико Ариосто и близък довереник на Лукреция Борджа
- 2) Лоренцо Строци, съпруг на Костанца Бентивольо.

От клона Строци ди Ферара е Палацо „Строци Бевилакуа“ (1494 – 1499), построен от братята Карло и Камило Строци и дело на Биаджо Росети – дворцов архитект на Есте и автор на Addizione erculea, (първият модерен европейски град), на Палацо дей Диаманти и на църквата „Санта Мария ин Вадо“, където  са погребани няколко представители на Строци от Ферара, както и в църквата „Сан Доменико“. Друг Палацо „Строци“ днес е едно от седалищата на Ферарския университ (на ул. „Лодовико Ариосто“ 35). Чрез Тито Веспасиано Строци (1424 – 1505), който е бил комисар в Луго на Романя естенсе и чрез други членове на семейство Строци от Ферара, които са заемали политически постове там от името на сем. Есте, няколко члена на семейство Строци живеея в Луго в продължение на векове (дори след отхвърли господството на Есте в полза на Папската държава) и са места за поклонение и погребения от края на XV век в Доминиканската църква на базиликата „Светилище Блажена Дева на Молино“, до учения граф Антонио Строци през XIX век.

### Генеалогия: Линия Джерио, Строци ди Фиренце и Строци ди Мантова. Маркизи Строци
Мото: Val più morto Virtù e Buona Fama che tutto l'oro che l'avaro brama („Струва повече мъртва добродетел и добра слава от цялото злато, за което жадува скъперникът“) (от император Рудолф II - 20 август 1590 г. на Помпео Строци и потомци); Par Vous („За вас“) (Онофрио ди Пала Строци); Le Bel et Bon („Красивото и доброто“) (от кралските членове на Неапол през 1415 г. на Пала ди Онфорио Строци и потомци); Lealtà („Лоялност“)
Потомци по пряка линия:
- Джерио I ди Убертино I Строци, политик във Флоренция. Умира в битката при Монтаперти (1260 г.)
- Росо Строци (? – 1316), политик във Флоренция през 1294 г., издигнат, първият от семейство Строци, в гонфалониер на Флорентинската република, основава богатството на семейството си и помага за основаването на олигархията от богати семейства, които трябва да командват републиката
- Марко Строци (? – 1363), политик във Флоренция
- Томазо I Строци (? – 1395), от 1375 г. е в Магистратурата „Ото дела Гуера“, за да защитава Флоренция срещу папството, от 1382 г. е заточен с потомците си в Мантуа, посрещнат добре от Гонзага
- Уберто I Строци (? – 1449), кондотиер на Гондзага срещу Висконти (1397 г.)
- Бенедето Строци (? – 1482), посланик, рицар от император Фридрих III (1451)
- Уберто II Строци (ок. 1440 – 1495), политик и посланик
- Томазо II Строци (ок. 1470 – 1550), политик и посланик
- Лодовико Строци (1502 – 1565), херцогски управител на Мантуа. Женен за Мария ди Карло Строци от Ферара, потомка на хуманиста Пала Строци и неговия син Джанфранческо, изгонени от Флоренция през 1434 г. след надмощието на фракцията на Медичите (клон от Ферара, която изчезва през 1617 г. и продължава чрез този брак в клона на Мантуа)
- Помпео I Строци (1537 – 1582), посланик на Гондзага в Рим. Твърди се, че в дома му, според завещанието му, е била съхранявана подготвителният картон на „Войната в Пиза“ („Битката при Кашина“), която Микеланджело е трябвало да използва, за да направи фреската в Палацо Векио във Флоренция и която вероятно е била изгубена по време на разграбването на Мантуа.
- Джулио Чезаре Строци (? – 1631), маркиз на Рока и Чиляро (от 1614), посланик на Гондзага, губернатор на Казале и Монферат, рицар на Ордена на Изкупителя (1628). От 1618 г. чрез привилегия от император Рудолф II неговото семейство, имоти и замъци на него и на неговите потомци попадат под защитата и имунитета на империята.
- Пала Строци (1619 – 1690), маркиз на Рока и Чиляро, посланик на Гондзага, губернатор на Казале и Монферат, рицар на Ордена на Изкупителя (1646)
- Маркиз Пиетро Антонио Строци (? – 1727), държавен министър, на мисия в Париж, за да спаси Херцогството за Гонзага през 1707 г.
- Маркиз Франческо Строци (? – 1733)
- Маркиз Филипо Строци (1708 – 1773) участва в Австрийската правителствена конференция, създадена в Мантуа
- Маркиз Алесандро Строци (1758 – 1817), полковник на императора на Австрия и командир на Крепостта на Ферара
- Маркиз Масимилиано Строци Сакрати (1797 – 1859), археолог, политик, насърчава проекта за федерална Италия „Съединените италиански щати“ през 1846 г., домакин през 1866 г. на краля на Италия Виктор Емануил II в своя дворец във Ферара, който става щабът на Третата италианска война за независимост. Той получава фамилното име и имотите на фамилията Сакрати от леля си Елеонора Строци, по мъж Сакрати (сестра на баща му маркиз Алесандро Строци). Без потомство.
- Маркиз Луиджи Строци (1801 – 1868), сенатор на Кралство Италия, брат на предишния. Без потомство.
- Маркиз Карло Теодоро Строци (1810 – 1886), нумизмат и археолог, първи директор на Градския музей във Фиезоле, брат на предишния
- Маркиз Масимилиано Строци Сакрати (1841 – 1915), от когото са маркиз Джерио (1898 – 1976) и маркиз Уберто (1900 – 1982), и двамата без потомство
- Маркиз Пио Луиджи Строци (1848 – 1919), брат на предишния
- Маркиз Карло Строци (1883 – 1941), украсен с английския военен кръст през Първата световна война (без потомство)
- Маркиз Масимилиано Строци (1889 – ?), брат на предишния, от който се раждат:
- Патриция от Маркизите Строци (1914 – ?), жена на Паоло Манчини Грифоли
- Франческа от Маркизите Строци (1921 – 2004), сестра на предишната, жена на Лука Мазини Лукети
- Лавиния от Маркизите Строци (1923 – 2020), сестра на предишните две и последна пряка потомка на клона Строци ди Мантова, жена на Феличе от Маркизите Сасоли де Бианки, граф на Пиано, от когото има Андреа (1953 – ), който се жени за Джиневра от графовете Кавина, от която има Гуичардо Сасоли де Бианки Строци
- Гуичардо Сасоли де Бианки Строци. Граф на Пиано (1980 – ) получава фамилното име Строци от своята прародителка Лавиния (с Президентски указ 396/2000 и Указ на министъра на вътрешните работи от 20 май 2003 г.).

Други представители на Клона Строци ди Мантова:
- Убертино II Строци, Магистрат на Buononimi (1281), първият от фамилията Строци в Магистратурата на Приорите на изкуствата (т. е. гилдии) през 1284 г.
- Джакомо Строци, син на Томазо I Строци, оратор на флорентинците до краля на Унгария през 1370 г. Портрет на сенатор маркиз Луиджи Строци (1801-1868)
- Гуартиерото Строци (? – 1538), командир на флорентинците в защитата на свободата срещу папа Климент VII де Медичи и император Карл V се отличава срещу маркиз дел Васто в италианската провинция, след това е убит от Медичите.
- Франческо Строци, граф на Монталто (от 1474 г.)
- Агостино Строци (1450 – след 1505), августински абат, автор на един от първите трактати в защита на женския пол: Дезертьорството на жените .
- Пиетро Строци (? – 1529), кондотиер на Гонзага. Неговият погребален паметник в „Сант Андреа“ в Мантуа е дело на ученици на Джулио Романо
- Уберто Строци (? – 1553), учен и основател на Академия дей Виняюоли в Рим, един от роднините на кардинал Помпео Колона, погребан и изобразен в мраморен бюст в базиликата Санта Мария сопра Минерва
- Джулио Строци (известен като Помпео), посланик на херцог Гулиелмо Гонзага при император Рудолф II Хабсбург в Прага, в Мадрид за Винченцо I Гонзага, който следва в Унгарската война при превземането на Естергом през 1595 г. Той е губернатор и генерален оръжеен капитан на Херцогство Мантуа в Монферат, където има земи и титлата на граф на Тревиле (1590 г.).
- Чезаре Строци (? – 1606), губернатор на Монферат
- Маркиз Джерио Строци, посланик на кралицата на Швеция за Гонзага, губернатор на Казале през 1655 г.
- Отец Томазо Строци, теолог и проповедник на Ойезуитския орден в Неапол и Рим, автор на Quaresimale и други текстове.
- Маркиз Карло Строци (? – 1821) полковник и генерал-майор от Дом Хабсбургит във Велико херцогство Тоскана

## Линия Строца
От различните синове на Строца Строци (? – 1303), син на Убертино I, се раждат: 
- 1) Паньо ди Строца Строци, вторият от сем. Строци, станал гонфалониер на Флорентинската република през 1297 г.[5] По време на гонфалониерството си се нарича принцепс в Палата на Приорите на изкуствата, великолепният Палаоц Векио. От клоновете, произлизащи от Паньо Строци, изчезнали през XVII век, са художникът Дзаноби Строци, чиито потомци се установяват в Гоа, и ученият Джамбатиста Строци (1551 – 1634), който живее в Палацо „Строци дел Поета“.
- 2) Пино ди Строца Строци, чийто син Пиетро Строци, е гонфалониер, а неговият племенник Анибале Строци има почетни политически роли във Флоренция, след бунта на Чомпи през 1378 г. той трябва да напусне Флоренция (както братовчед си Томазо Строци от линията Джерио) и първо е кондотиер в Рим на служба при папа Урбан VI, а след това е в Полша, където неговият клон изчезва;
- 3) Джери ди Строца Строци, чийто син Лука заема различни позиции във Флоренция през XIV век и след това изчезва
- 4) Лапо ди Строца Строци, който е магистрат на приорите и чиито потомци са известни за историята на Флоренция:
- от сина му Пала Строци се ражда големият търговец Онофрио Строци, чийто единствен син е най-влиятелният хуманист на своето време –
- Пала Строци (1372 – 1462), в контраст с тогавашния възход на Медичите и е изгнаник със синовете си в Падуа и Ферара.
- Другият син на Лапо, Лозо Строци, е гонфалониер през 1312 г. Неговите потомци връщат сем.о Строци обратно в политическата и икономическа мода във Флоренция от втората половина на XV век, създавайки политически фигури от калибъра на Филипо Строци Стари и Филипо Строци като основни противници на Медичите. С наследниците на последните двама с течение на времето се намира път на помирение, премествайки се между XVI и XVII век в Рим като тяхна основна резиденция, където се радват на големи почести, и през XIX век се завръщат във Флоренция.

### Строци от Флоренция, от Падуа и от Ферара. Клон „ди Пала“
- Онофрио Строци (1375 – 1418), син на Пала ди Лапо Строци, е предприемач, много успешен финансист, особено във военноморската търговия в цяла Европа. Той влиза във владение на огромни поземлени комплекси и сгради в провинцията на запад от Флоренция, по-специално близо до Кампи, Поджо а Каяно, Карминяно, Прато, Монтемурло, Емполи – всички места, където единственият му син Пала по-късно строи вили.
- Пала Строци (1372 - 18 май 1462), син на Онофрио ди Пала, е добър писател, филолог и философ, политик, посланик, колекционер на редки книги и познавач на старогръцки и латински език. Той е един от най-големите хуманисти на своето време, както и най-големият данъкоплатец на Флорентинската република. Посветен е в рицарство от кралете Анжуйци на Неапол през 1415 г., когато отива там от името на Флорентинската република, за да честити сватбата между кралица Джована II Анжуйска и Жак II дьо Бурбон. Живее във Вила Ла Петрая по хълмовете на Флоренция, поръчва известното „Поклонение на влъхвите“ от Джентиле да Фабриано и „Свалянето от кръста“ от Беато Анджелико и Лоренцо Монако, и двете за Параклис „Строци“, проектиран от Лоренцо Гиберти в църквата „Света Троица“ във Флоренция. Още по-късно през годините Пала Строци се сблъсква с Козимо де Медичи, човекът, който е завзел цялата власт на града и пред когото са възможни само два пътя: обединяване на силите чрез приемане на подчинена роля или челен сблъсък, и Пала, от върха на своето богатство и горд със своята култура, е глава на фракцията срещу Медичите заедно с друг неукротим олигарх, Риналдо дели Албици. Поради тази причина, победен от Медичите, Пала изоставя Флоренция заедно със сина си Джанфранческо през 1434 г. и никога не се връща. Той намира убежище в университетския град Падуа, като взема легендарната си библиотека със себе си: той прави своя падуански дом близо до Прато дела Вале център на възроден елинизъм, където живеят платени хуманисти като Йоан Аргиропул (ректор на Падуанския университет и един от първите пропагандатори на преоткриването на антични автори в Западна Европа). Той свързва колекцията си от ръкописи с манастира „Санта Джустина“ в Падуа, която по-късно е разпръсната. Предполага се, че с негово посредничество идва Донатело, който остава в града десет години. Пала продава земята на Пиаца „Строци“ във Флоренцищя, където неговият братовчед (също на име Пала) и наследниците строят Палацо дело Строцино, по проект, приписван на Филипо Брунелески и направен от Микелоцо и Джулиано да Маяно. Той също поддържа няколко имота във Флоренция, управлявани от неговите роднини Ручелай. Неговата падуанска резиденция е в Палацо „Строци“ (сега Палацо „Фиоко“) в Прато дела Вале, построен през 1441 г., докато седалището на банката му е в днешния Палацо „Катанео Строци“. От четирите деца на Пала Строци,
- Онофрио ди Пала Строци (1411 – 1452) живее с баща си в Падуа, без потомство
- Карло ди Пала Строци е таен служител на папа Николай V в Рим, без потомство
- Лоренцо ди Пала Строци (1404 – 1452) е посланик и неговите потомци живеят във Ферара (клон, изчезнал през 1737 г.)
- Джанфранческо ди Пала Строци (1418 – ?) се опитва да се върне във Флоренция и безуспешно да изгони Медичите. Той живее във Венеция и Ферара, където неговите потомци по права мъжка линия измират през 1617 г.: този клон на Джанфранческо ди Пала Строци се слива в този на Строци ди Мантова чрез брака на Мария ди Карло ди Джанфранческо Строци ди Ферара с Лудовико Строци ди Мантова.

### Строци от Флоренция и от Рим. Принцове на Форано, херцози на Баньоло
Леонардо ди Лозо Строци (? – 1353) е посланик и войник на Флорентинската република, женен за Елена Манфреди. Синът му Филипо ди Леонардо Строци (? – 1405) живее в Сан Миниато (Флоренция) и има няколко деца от брака си с Маргарита Фератини, сред които само
Симоне ди Филипо Строци (1376 – 1424) – политик, подест на Модиляна, посланик на флорентинците, има потомци от брака си с Андреина Рондинели. Техният син 
Матео Строци (1397 – 1435) е богат банкер и за разлика от другите членове на семейството си не участва в политическите спорове с Медичите, но когато Пала Строци е заточен през 1434 г., същото се случва и с него, който бяга в Пезаро и умира малко след това. Той е женен за Алесандра Мачинги, от която са известни писмата, изпращани на многобройните им деца в други градове, за да имат късмет. Сред тях е 
- Филипо Строци Стари (1428 – 1491), който губи баща си Матео Строци на 7-годишна възраст и за когото майка му превръща зестрата си в пари и го изпраща в Палермо. Филипо Строци Старият скоро отива в двора на кралете на Неапол и съживява икономическото богатство на семейството: веднъж във Флоренция, той кара Бенедето да Маяно да започне грандиозния проект на Палацо „Строци“ – най-красивия ренесансов дворец в града, така че за да бъде „голяма къща", представителна, на цялото семейство Строци. Един от синовете му от втория му брак със Селвадджа Джанфиляци е
- Джован Батиста, известен като Филипо Строци Млади (1489 - 18 декември 1538), който печели трайна репутация като един от най-влиятелните политици на своето време. Той се жени за Клариса де Медичи, дъщеря на Пиеро II Злочестия, племенница на папа Лъв X, леля на херцог Алесандро де Медичи и на кралицата на Франция Катерина де Медичи. С идването на власт на тираничния херцог Алесандро де Медичи (незаконен син на семейството, който е и първият член от Медичите, получил наследствена благородническа титла), Филипо Строци Млади става негов противник и един от основните представители на партията против Медичите. През 1537 г., решен да си върне Флоренция след убийството на херцог Алесандро де Медичи, с надеждата, че новият потомък на фамилията Медичи Козимо I е все още неопитен в държането на новопридобитата власт, Филипо Строци Млади събира армия от флорентински изгнаници, която тръгва към града. Но новият херцог Козимо I (който по-късно обединява Тоскана под короната си), още тогава се оказва кондотиер, който далеч не е лесен за победа и победата му е съкрушителна. Филипо е арестуван и завършва дните си в затворите на крепостта „Сан Джовани Батиста“. Междувременно потомците на Филипо Строци Млади и Клариса де Медичи намират убежище във Франция под закрилата на Катерина де Медичи:
- Луиза Строци, в която херцог Алесандро де Медичи се влюбва, но е отхвърлен, е отровена.
- Пиеро Строци през 1556 г. е назначен за суперинтендант на папските армии, господар на Еперне и става маршал на Франция. Неговият брат
- Леоне Строци има задачи и посолства в Италия, епископ на Безие и архиепископ на Алби, където се бори с калвинистката ерес. Третият брат
- Лоренцо Строци е направен кардинал от папа Павел IV в консисторията от 1555 г. с титлата „Санта Балбина“. Четвъртият брат
- Роберто Строци е този, който остава главно в Италия, за да управлява съдбата на семейството, докато братята му са ангажирани на други фронтове: той има политическа цел, но е и голям меценат, клиент и посредник на художествени произведения, както свидетелстват изпращането на двамата Затворници на Микеланджело в Монморанси през 1550 г. като подарък за краля на Франция – статуи, които са били предложени на Строци от самия Буонароти в замяна на гостоприемството, получено през предишните години), както и поръчаният на Тициан портрет на дъщеря му Клариса. Впоследствие Пиеро Строци и Леоне Строци се завръщат от Франция в Италия, за да защитят Сиенската република от целите на семейния враг Козимо I де Медичи. Съпротивата в обсадения град е силна от самото начало, като войските на флорентинците са подсилени с помощта на императорските войски. На 11 юни 1554 г. Пиеро прави опит за нападение от града с 10 хил. души, насочвайки се към Понтедера. Надявайки се да стигне до Флоренция през Вал ди Ниеволе, той изненадва враговете си. След първоначално благоприятен изход войските на Пиеро се оттеглят в Пистоя, за да изчакат помощ по море, донесена от Леоне Строци. Но Леоне умира, ударен от аркебуз близо до Кастильоне дела Пеская и лошото време попречва на корабите да акостират. Така че Пиеро успява само с късмет да се върне в Сиена. Той прави опит за нов набег на 2 август, но е победен при Марчано дела Киана в битката при Сканагало. До този момент войната в Сиена е взела окончателна посока, но Строци и сиенците се съпротивляват още пет години. От Пиеро Строци, който се жени за Лаудомия ди Пиерфранческо де Медичи (сестра на убиеца на херцога на Флоренция Алесандро де Медичи), се ражда в изгнание
- Филипо ди Пиеро Строци. Филипо наследява от баща си титлата „господар на Еперне“, към която добавя титлата „господар на Бресюир“ и командир на френската армия, и рицар на Ордена на Светия Дух: пленен и убит от испанците в битката при Терсейра на Азорските острови, той умира без наследници.

Родът на семейството в Клона Строца продължава благодарение на другия син на Филипо Строци Стари (1428 – 1491) – 
- Лоренцо ди Филипо Строци (1482 – 1549), от когото произлиза клонът на принцовете на Форано. Лоренцо заема различни политически длъжности във Флоренция, но след създаването на Велико херцогство Тоскана от Козимо I той частично се оттегля от обществения живот и написва първите жития на знаменитите членове на своя дом. С властта, която сега е твърдо в ръцете на Медичите, отношенията със Строци се помиряват и те се връщат във Флоренция. През XVII век техният дворец е един от най-оживените с многобройни приеми и в него заседава Академия дела Круска. От брака на Лоренцо Строци с Лукреция Ручелай се ражда
- Джамбатиста Строци (1504 – 1571). Козимо I го прави сенатор през 1561 г. Джамбатиста Строци се жени за Мария ди Биндо Алтовити, чийто баща е известен враг на семейство Медичи, а неговият син
- Лоренцо Строци (1561 – 1595) се жени за Лоренца Гуичардини. Техният син
- Лоренцо ди Лоренцо Строци (1585 -1571) е сенатор във Флоренция през 1641 г. и камерхер на кардинал Леополдо де Медичи. Неговият син
- Джамбатиста Строци (1619 – 1681) е посланик и Благородник на Камарата на великите херцози на Флоренция и от брака му с Франческа Алтовити се ражда
- Лоренцо Франческо Строци (1674 – 1742). Лоренцо се мести в Рим, жени се за Тереза Строци Майорка Ренци, дъщеря и наследница на Джамбатиста - праправнук на гореспоменатия Джамбатиста Строци (1504 - 1571), чийто втори син Филипо се установява в Рим по наследство от маршал Пиеро Строци. Тереза (чиято сестра се омъжва за Микеланджело Каетани, принц на Казерта, херцог на Сермонета) донася Херцогство Баньоло и Маркграфство Форано като зестра, което след брака ѝ с Лоренцо Франческо Строци е издигнато до Княжество Форано.

Семейство Строци изживява славен сезон в Рим между XVII и XVIII век, за което свидетелстват Параклис „Строци“ в базиликата „Сант Андреа дела Вале“, Вила „Строци“ (която някога се е намирала там, където е била издигната Римската опера - Костанци), Палацо „Строци але Стимате“ на Ларго ди Торе Арджентина и Селски къщи Строци (Casali Strozzi) в днешния римски квартал „Дела Витория“. Гербът на Строци присъства в различни параклиси и гробни паметници в много римски църкви, както за дейността на княжеския клон на фамилията, така и за църковните роли и на други клонове, присъстващи в Рим, и също се намира в църквата „Санта Мария дела Витория“, в църквата „Санта Катерина дела Рота“, в базиликата „Сан Джовани дей Фиорентини“, както и в базиликата „Санта Мария сопра Минерва“, където има погребалните паметници на Америго Строци и гореспоменатият на Уберто Строци от Мантуа.
Синът на Лоренцо Франческо и Тереза Строци, 
- Филипо ди Лоренцо Франческо Строци (1699 – 1763) е 2-ри принц на Форано, 3-ти херцог на Баньоло и е номиниран от папа Климент XII, негов роднина, за капитан на папската кавалерия. Бидейки без потомство, брат му
- Фердинандо ди Лоренцо Франческо Строци (1718 – 1769) е 3-ти принц на Форано, 4-ти херцог на Баньоло, държавен съветник и главен иконом на Мария дьо Бурбон, съпруга на великия херцог Леополд II, и държавен съветник през 1776 г. В деня на сватбата на дъщеря си той раздава зестри на момичетата от народа, опростява дългове на селяните, разпределя суми на бедни семейства и освобождава онези, които са затворени поради дългове от затвора Стинке (поради което този клон на семейството се нарича още „Строци деле Стинке") и връща семейството обратно във Флоренция. От брака на Фердинандо с Джулия ди Пиетро Строци се ражда
- Лоренцо ди Фердинандо Строци (1748 – 1802), 4-ти принц на Форано и 5-ти херцог на Баньоло, главен кавалер на великия херцог Леополдо II през 1773 г. и близък съветник на императора на Австрия. От брака му с Лодовика Алтиери се ражда
- Фердинандо Мария ди Лоренцо Строци (1774 – 1835), 5-ти принц на Форано, 6-ти херцог на Баньоло, камерхер на принцеса Елиза Бонапарт, която Наполеон поставя начело на управлението на Тоскана. След като Домът на Австрия е възстановен, той е иконом на принц Леополд, дворът на Неапол го номинира за кавалер на Ордена на Сан Дженаро и от 1816 г. се отказва от баронските права върху Форано за сметка на папа Пий VII, запазвайки титлите за себе си. Строци от този клон също приемат фамилните имена „Майорка Ренци“. Той се жени за Тереза от Бофор и неговият син
- Фердинандо Лоренцо ди Фердинандо Мария Строци (1821 – 1878) е 6-и принц на Форано, 7-и херцог на Баньоло и член на Асамблеята на Тоскана, която през 1860 г. решава за премахването на властта на Великия херцог. По време на анексирането той е назначен за сенатор. Фердинандо се жени за Антониета от принцовете Сентурионе Ското, от която има четири деца: Пиеро, Леоне, Роберто и Луиза.
- Пиеро ди Фердинандо Лоренцо Строци (1855 – 1907) е 7-и принц на Форано, 8-и херцог на Баньоло, без потомство. Неговият брат
- Леоне ди Фердинандо Лоренцо Строци (1856 – 1929), 8-ми принц на Форано, 9-ти херцог на Баньоло, е единствен директор на Automobili Florentia - Тосканска автомобилна фабрика (FTA) – италиански производител на автомобили, активен от 1901 до 1910 г. Дъщеря му Беатрис се омъжва за Паоло Паолоци от Киузи, от който произлиза фамилията „Паолоци Строци“.
- С Роберто ди Фердинандо Лоренцо Строци (1861 – 1951), 8-и принц на Форано, 9-и херцог на Баньоло, прекият мъжки клон на тази линия на семейство Строци изчезва. Сестрата на Пиеро, Леоне и Роберто,
- Луиза ди Фердинандо Лоренцо Строци, се омъжва за граф Франческо Гуичардини, от когото има Пиеро Гуичардини, женен за Мария Луиза Бомбичи Понтели. Синът на Пиеро –
- Джироламо Гуичардини Строци (1938 – ) приема фамилното име Строци по завещателно разпореждане на своя прачичо Роберто Строци (1 август 1951 г. и с Указ на президента на Италианската република от 18 юни. 1954 г.; Впоследствие с RR.LL.PP. от Н. В. Умберто II 9 окт. 1965 г. му е разрешено да наследи и титлите на принц на Форано и на херцог на Баньоло).

Друг клон на фамилията, произхождащ от Лоренцо Строци (? – 1479), живял в Неапол, брат на Филипо Строци Стари и син на Матео Строци (1397 – 1435) и Алесандра Мачинги, произлиза от прапраправнука 
- Орацио Строци (? – 1654), който се премества в двора на суверените на Испания като довереник на Филип III и след това се установява в Палермо, където се заражда линията на маркизите Строци ди Флорес (1637), след това принцове на Сант Ана (от 1643 г.), който изчезва със сина на Орацио,
- принц Джузепе ди Орацио Строци, капитан на Палермо (1675) и претор (1684 и 1687) без преки мъжки наследници. Спомените от престоя му в Палермо са останали в Палацо „Строци“ (днес Палацо „Онето ди Сан Лоренцо“).

### Генеалогия: линия Строца, Строци ди Фиренце е ди Рома. Принцове на Форано, херцози на Баньоло
Мото: Sic et virtusexpeto („И затова моля за добродетел“) и Mitis esto („“) от Филипо Строци Стари
- Строца ди Убертино I Строци (? – 1303). Смята се, че е участвал в битката при Монтаперти (1260 г.).
- Лапо Строци
- Лозо Строци, гонфалониер на Флорентинската република през 1312 г.
- Леонардо Строци (? – 1353), посланик и въоръжен войник на Флорентинската република
- Филипо Строци (? – 1405)
- Симоне Строци (1376 – 1424), подест на Модиляна, посланик на флорентинците
- Матео Строци (1397 – 1435), банкер, заточен в Пезаро през 1434 г.
- Филипо Строци Стари (1428 – 1491), банкер в Палермо, Неапол и Флоренция. Възстановява богатството на семейството си
- Лоренцо Строци (1482 – 1549), посланик, който по-късно се оттегля. Първи мемоарист за живота на видни членове на семейството
- Джамбатиста Строци (1504 – 1571). Сенатор във Флоренция през 1561 г
- Лоренцо Строци (1561 – 1595)
- Лоренцо Строци (1585 – 1571), сенатор във Флоренция през 1641 г., камерхер на кардинал Леополдо де Медичи
- Джамбатиста Строци (1619 – 1681), посланик и Б;агородник от Камарата на Великите херцози на Флоренция.
- Лоренцо Франческо Строци Майорка Ренци (1674 – 1742), 1-ви принц на Форано, 2-ри херцог на Баньоло, установява се в Рим.
- Филипо Строци Майорка Ренци (1699 – 1763), 2-ри принц на Форано, 2-ри херцог на Баньоло. Капитан на папската кавалерия
- Фердинандо Джузепе Строци Майорка Ренци (1718 – 1769), 3-ти принц на Форано, 4-ти херцог на Баньоло, брат на предишния, връща семейството обратно във Флоренция
- Лоренцо Строци Майорка Ренци (1748 – 1802), 4-ти принц на Форано, 5-ти херцог на Баньоло. Конен майор на Великия херцог Леополд II през 1773 г. и близък съветник на императора на Австрия.
- Фердинандо Мария Строци Майорка Ренци (1774 – 1835), 5-ти принц на Форано, 6-ти херцог на Баньоло. Той се отказва от баронските права над Форано за сметка на папа Пий VII, като запазва титлите за себе си.
- Фердинандо Лоренцо Строци Майорка Ренци (1821 – 1878), 6-и принц на Форано, 7-и херцог на Баньоло. Член на Тосканската асамблея, което през 1860 г. решава премахването на властта на Великото херцогство. По време на анексирането той е назначен за сенатор
- Пиеро Строци Майорка Ренци (1855 – 1907), 7-и принц на Форано, 8-и херцог на Баньоло
- Леоне Строци Майорка Ренци (1856 – 1929), 8-и принц на Форано, 9-и херцог на Баньоло, брат на предишния (дъщеря му Беатриче се омъжва за Паоло Паолоци, от когото произлиза фамилията „Паолоци Строци“)
- Роберто Строци Майорка Ренци (1861 – 1951), 9-ти принц на Форано, 10-ти херцог на Баньоло, брат на предишния (без потомство).
- Луиза Строци (1859 – 1929), сестра на предишния, омъжва се за Франческо Гуичардини, от когото има Пиеро (1882-1961), който се жени за Мария Луиза Бомбичи Понтели, от която има Джироламо Гуичардини Строци (р. 1938)
- Джироламо Гуичардини Строци (1938 – ), принц на Форано, херцог на Баньоло (Според завещателното разпореждане на неговия чичо дон Роберто Строци Майорка Ренци от 1 август 1951 г. и съответния указ на Президента на републиката от 18 юни 1954 г. той приема фамилното име Строци. Впоследствие с Р.Р. LL. ПП. на Н.В. Умберто II 9 окт. 1965 г. му е разрешено да наследи и титлите на принц на Форано и на херцог на Баньоло).

## Резиденции и религиозни сгради
| Изображение       | Наименование | Строеж | Реставрации/модификации | Любопитно | Разположение                             |
| Обществени сгради | Обществени сгради | Обществени сгради | Обществени сгради | Обществени сгради | Обществени сгради                        |
| Тоскана           | Тоскана | Тоскана | Тоскана | Тоскана | Тоскана                                  |
| ----------------- | --- | --- | --- | --- | ---------------------------------------- |
|                   | Torre degli Strozzi (Кула „Строци“) | Преди XIII век | По-висока от околните сгради, след общото „обезглавяване“ на всички частни флорентински кули в края на XIII век тя приема сегашната си височина. | Кулата е основната резиденция на сем. Строци, преди то да се раздели на различни клонове и да се премести с течение на времето в съседните сгради, построени впоследствие, като Палацо „Строцино“ и грандиозният Палацо „Строци“, всички на Пиаца дели Строци | Флоренция                                |
|                   | Palazzo dello Strozzino (anche detto Palazzo delle Tre Porte) (Палат „Строцино“, нар. също Палат на трите порти)                               | Построен през XV век върху терени на Пала Строци. Проектът е приписван на Микелоцо и Джулиано да Маяно. | Последният етаж е построен през XIX век. С работата по възстановяването и разрушаването на Флоренция, столицата на Италия, в края на XIX век сградата е частично разрушена. В началото на XX век друга част от комплекса е разрушена, включително красивият двор от XV век, за да се построи Кино-театър „Савоя“, бъдещ Одеон, проектиран от Марчело Пиачентини в сътрудничество с Джино Вентури. | По-стар, но по-малък от величествения Палацо „Строци“. Резиденция на членовете на вторични клонове. | Флоренция                                |
|                   | Palazzo Strozzi (Палат „Строци“) | Построен от 1489 до 1538 г. от различни архитекти: Джулиано да Сангало (може би автор на проекта, но не участва в строителството), Бенедето да Маяно, Симоне дел Полайоло, Бачо д'Аньоло. | Впоследствие, през 1638 г., Герардо Силвани построява параклиса на първия етаж, а през 1662 г. разширява стълбището на ул. „Торнабуони“. През 1864 г. т. нар. „улична пейка“ е добавена външно от Джузепе Поджи и са направени други модификации. Реставриран е между 1886 и 1889 г. и отново в нач. на ХХ век. | Пожелан от Филипо Строци Стария и с внушителни размери, той се смята за шедьовър на ренесансовата архитектура. Отвън има произведения от ковано желязо (държачи за факли, държачи за знамена, халки за коне) от известния ковач Капара. | Флоренция                                |
|                   | Palazzo Strozzi di via degli Anselmi (Палат „Строци“ на ул. „Анселми“)                                                                         | 2-ра пол. на XV век | Разрушен между 1893 и 1894 г., за да се разширят ул. „Анселми“ и ул. „Сасети“ | | Флоренция                                |
|                   | Palazzo Nonfinito (Палат „Нонфинито“) | Построен е от сем. Строци върху земя и къщи, които някога са били апартаменти на Паци, Николини и Перини. Работата започва през 1593 г., продължава до след 1612 г. и трябва да се намесят повече архитекти и скулптори, включително Бернардо Буонталенти, Матео Ниджети, Винченцо Скамоци, Джовани Батиста Качини, Ил Чиголи, Санти ди Тито. | През първата половина на XIX век архитектът Паскуале Почанти е повикан да адаптира отново помещенията. След 1865 г. в някои зали са извършени консолидационни, реставрационни и декоративни работи по проект на архитекта Франческо Мацеи, като строителната площадка е под ръководството на инж. Никола Нази. През 1917 г. има достатъчна работа по казармата. Фасадата е възстановена между 1938 и 1944 г. от Пиеро Санпаолези. Тя е повредена през Втората световна война и е възстановена през 1948 г. Други реставрации са извършени през 1956, 1967, 1972 г. | От сем. Строци през 1802 г. имотът преминава към Джовани Гуасти, който през 1814 г. го препродава на Кралското правителство на Тоскана и там се създават различни офиси. С появата на Кралство Италия и Флоренция като столица дворецът е седалище на Държавния съвет. От 1901 до 1911 г. е закупен и използван от Италианските пощи, а през 1917 г. е зает от военни служби. От 1924 г. в него се помещава Природонаучният музей.                        | Флоренция                                |
|                   | Palazzo Strozzi di Mantova (anche detto Palazzo Guadagni-Strozzi-Sacrati) (Палат „Строци ди Мантова“, нар. също Палат „Гуадани-Строци-Сакрати“ | Построен през XV век от сем. Буонделмонти върху стари къщи на сем. Бискиери. | Модификациите и разширенията на двореца започват през 1604 г. и продължават няколко пъти поне до 1640 г., вероятно от архитекта и скулптора Герардо Силвани. В средата на XVIII век и отново от 1812 до 1815 г. са направени други модификации и произведения на декоративна украса. След като става собственост на Регион Тоскана през 1989 г., той претърпява дълга и сложна фаза на реставрация в началото на XXI век на стойност 12 млн. евро. | Конфискуван от Буонделмонти, преминава първо към Арингучи, а след това към Гуадани в края на XVI век. През XIX век преминава към Анна Рикарди-Строци и сина ѝ Карло, след това преминава по наследство към клона Строци ди Мантова, слят впоследствие със сем. Сакрати. Днес това е седалище на Регионалния съвет и на Регион Тоскана. | Флоренция                                |
|                   | Villa Strozzi "Il Querceto" (Вила „Строци“ „Ил Куерчето“)                                                                                      | Оригиналната вила е построена през XIV век от сем. Бонакорси. | Втора кула е добавена през XVI век, като така се придава по-симетрична форма на вилата, която също е оборудвана с елегантна градина. Вътрешният двор има неоренесансови промени от XIX век, а конюшните също датират от XIX век. | След като Бонакорси фалират от дългове, през 1347 г. вилата и пристройките са закупени от сем. Строци. През 1871 г. маркиза Анна Строци, последната потомка на клона, който притежава вилата, я дарява на сина си Карло Ричарди, но умирайки през същата година, вилата е закупена от клона Строци-Сакрати, потомци на клона Строци ди Мантова, който го държи до 1982г.                                                                                  | Понте а Мензола, подселище на Флоренция  |
|                   | Villa Strozzi al Boschetto (Вила „Строци ал Боскето“)                                                                                          | Построена в сред. на XVI век от Джован Батиста ди Лоренцо Строци. | Важна трансформация настъпва в средата на XIX век, когато принц Фердинандо Строци възлага на Джузепе Поджи да реставрира вилата и да препроектира парка. | След дълги перипетии, включително реквизицията първо от германските войски, а след това и от съюзническите войски през Втората световна война, паркът и вилата са закупени от Община Флоренция, превръщайки се в обществен парк (наречен „Парк на Вила Строци“ или „Боскето"). Сега е седалище на музикален център Темпо Реале, а до 2011 г. е седалище и на център Полимода.                                                                             | Софиано, подселище на Флоренция          |
|                   | Villa Strozzi di Bagnolo (o semplicemente Villa di Bagnolo) (Вила „Строци ди Баньоло“ или Вила „Баньоло“)                                      | Построена между XVI и XVII век от сем. Строци, преадаптирайни вероятно по скромна средновековна структура | Модернизирана около 1742 г., когато вероятно е определен външният вид на видимата днес фасада, а след това отново в края на XVIII век и през XIX век | Предавана от наследник на наследник до наши дни, тя никога не е предлагана за продажба, въпреки че мъжката линия на този клон Строци изчезва от 1863 г. | Баньоло, подселище на Монтемурло         |
|                   | Villa Strozzi di San Martino (Вила „Строци ди Сан Мартино“)                                                                                    | Построена поне през XV век от сем. Строци. | Интервенции през XVIII, XIX и XX век. | През 1601 г. е закупена от Филипо Макиавели, 22 г. по-късно тя преминава към Камило Пандолфини, а през XIX век преминава към Тадеи. През 1905 г. е купена от Горети, след което преминава към Строци-Ридолфи, които я държат до 1960 г. В края на XX век е седалище на SMA. През 2000 г. комплексът е закупен от "Kontact s.p.a." и малко след това е закупен от компанията "Villa Strozzi a Marignolle s.r.l.", все още собственик.                      | Софиано, подселище на Флоренция          |
|                   | Rocca Strozzi (Крепост „Строци“) | Построена е през XIV век от Флорентинската република на мястото, където се е издигала първата крепост от XI век (по-късно разрушена от гибелините през 1260 г.), построена от гвелфското сем. Мацинги | През XIX век са направени модификации и са започнати реставрационни работи след закупуването от община Кампи Бизенцио. | Военното значение на крепостта намалява и през XVI век тя е закупена от сем. Строци, които имат много владения тук, и е превърната във ферма. В продължение на няколко десетилетия между XIX и XX век тук се помещават и местните казарми на карабинерите. Става собственост на Италианската държава, когато наследниците на Уберто Строци Сакрати я продават като плащане на данъци върху наследството и след това е придобита от Община Кампи Бизенцио. | Кампи Бизенцио                           |
| Лацио             | | | | |                                          |
|                   | Palazzo Strozzi alle Stimmate (oggi noto come Palazzo Besso) (Палат „Строци але Стимате“, днес Палат „Бесо“)                                   | Построен през XV век от сем. Рустичи. | През XVI век Марчело Вестри, девер на Франческо Рустичи, кара ломбардския майстор-строител Батиста Мола да поръча основен ремонт. В началото на XVII век кардинал Отавио Паравичини го разкрасява и разширява. Сем. Строци го управлява и го разширява, а Себастиано Чиприани също работи там. Банка Тибертина извършва важни работи по модернизация от 1882 до 1886 г. | През 1606 г. Франческо Рустичи, затънал в дългове, е принуден да продаде цялата сграда на кардинал Отавио Паравичини. През 1620 г. преминава към семейство Олиати, които от 1636 г. го дават под наем на семейство Строци, които стават собственици през 1649 г. и които го продават едва през 1882 г. През 1905 г. става собственост на Марко Бесо и седалището на неговата фондация.                                                                    | Рим                                      |
| Ломбардия         | | | | |                                          |
|                   | Palazzo Strozzi (Палат „Строци“) | Нова сграда е построена през 1863 г. от Луиджи Строци, използвайки повторно сграда, построена през 1826 г. от Пиетро Томази и някои съседни сгради. На тези места от XV век се издига резиденцията на сем. Фоленги, а впоследствие до първите десетилетия на XIX век - дворец на Торели.                                                      | Радикално преструктуриране, базирано на проект на архитекта Джовани Джаки, включва бившата собственост на Строци между 1910 и 1912 г. с използването на стоманобетон, който се въвежда в строителната индустрия по това време. | От 1872 г. е седалище на Банка Мутуа Пополаре, след това от 1949 г. на Банка Агрикола Мантована (BAM). Преди това от 1944 г. е използвана като печатница на в. „Ла Воче ди Мантова“. През 2008 г. става собственост на Банка „Монте дей Паски ди Сиена“, след сливането на BAM с последната. | Мантуа                                   |
|                   | Villa Strozzi (Вила „Строци“) | Построена между XVII и XVIII век, от клона Строци ди Мантова | През XIX век, по нареждане на Луиджи Строци, цялата сграда е реновирана, разширявайки имота. Той е повреден от земетресение през 2012 г. и е в ход проект за възстановяване на стойност 13,5 млн. евро. | От 1953 г. в него се помещава селскостопанско училище и административните служби и общите служби на института „П. А. Строци“. Комплексът е собственост на Провинция Мантуа от 1976 г. | Паладано, подселище на Гондзага          |
| Религиозни сгради | | | | |                                          |
| Тоскана           | | | | |                                          |
|                   | Cappella Strozzi (successivamente detta Cappella Strozzi di Mantova) (Параклис „Строци“, после Параклис „Строци ди Мантова“)                   | Строителството завършва около 1335 г. и едва по-късно, от 1350 до 1357 г., е изписан от художника Нардо ди Чоне (брат на Андреа Орканя) с участието на Николо ди Томазо и Джовани дел Биондо. | | В допълнение към стенописите на Нардо ди Чоне, в параклиса има и полиптих на олтара, дело на Андреа Орканя (брат на Нардо). | Базилика „Санта Мария Новела“, Флоренция |
| Ломбардия         | | | | |                                          |
|                   | Mausoleo Strozzi (Мавзолей „Строци“) | Построен от Школата на Джулио Романо. | | Посветен на кондотиера Пиетро Строци (?-1529) на служба на Гондзага | Василика „Сан Андреа“, Мантуа            |